# Andowiak wielkouchy
Andowiak wielkouchy (Thomasomys macrotis) – gatunek ssaka z podrodziny bawełniaków (Sigmodontinae) w obrębie rodziny chomikowatych (Cricetidae).

## Zasięg występowania
Andowiak wielkouchy jest znany tylko z miejsca typowego i okolic w północno-środkowym Peru.

## Taksonomia
Gatunek po raz pierwszy zgodnie z zasadami nazewnictwa binominalnego opisali w 1993 roku amerykański teriolog Alfred L. Gardner i peruwiańska teriolożka Mónica Romo nadając mu nazwę Thomasomys macrotis. Holotyp pochodził z Puerta del Monte, około 30 km od Los Alisos, na wysokości około 3250 m, w Parku Narodowym Rio Abiseo, w regionie San Martín, w Peru. 
Autorzy Illustrated Checklist of the Mammals of the World uznają ten takson za gatunek monotypowy.

### Etymologia
- Thomasomys: Oldfield Thomas (1858–1929), brytyjski zoolog, teriolog; gr. μυς mus, μυος muos „mysz”[7].
- macrotis: gr. μακρωτης makrōtēs „długouchy, o długich uszach”, od μακρος makros „długi”; -ωτις -ōtis „-uchy”, od ους ous, ωτος ōtos „ucho”[8].

## Morfologia
Długość ciała (bez ogona) 153–168 mm, długość ogona 193–219 mm, długość ucha 28–33 mm, długość tylnej stopy 44–48 mm; masa ciała 140–166 g. 

## Siedlisko
Zamieszkuje krzewiaste paramo, las mglisty i las górski na wysokości między 3250 a 3280 m n.p.m.. Współwystępuje z andowiakiem samotnym (T. apeco). Jest gatunkiem naziemnym

## Populacja
Gatunek słabo rozpowszechniony.

## Zagrożenia
Główne zagrożenia to wylesianie, fragmentacja siedliska, i rolnictwo.